# Guillermo Banquez
Guillermo José Banquez (Caracas, Venezuela, 24 de febrero de 1989) es un futbolista profesional venezolano. Se desempeña en el terreno de juego como centrocampista y su último equipo fue el Atlético Venezuela de la Primera División de Venezuela.

## Trayectoria deportiva

### Carrera nacional
Comenzó su carrera en el Caracas Fútbol Club con en el que debutó en la máxima categoría del fútbol venezolano en el año 2007. Esto luego de que a inicios de 2007 participará con la Selección de fútbol sub-20 de Venezuela en el Campeonato Sudamericano Sub-20 de 2007 disputado en Paraguay con tan solo 17 años, donde logró notoriedad.

### Clubes
| Liga                          | Club                    | País                 | Año         |
| ----------------------------- | ----------------------- | -------------------- | ----------- |
| Primera División de Venezuela | Caracas FC              | Venezuela            | 2007/08     |
| Primera División de Venezuela | Caracas FC              | Venezuela            | 2008/09     |
| Primera División de Venezuela | Centro Ítalo FC         | Venezuela            | 2009/10     |
| Primera División de Venezuela | Atlético Venezuela      | Venezuela            | 2010/11     |
| Primera División de Venezuela | Aragua FC               | Venezuela            | 2011/12     |
| Primera División de Venezuela | Aragua FC               | Venezuela            | 2012/13     |
| Primera División de Venezuela | Petare FC               | Venezuela            | 2013/14     |
| Primera División de Venezuela | Metropolitanos FC       | Venezuela            | 2014/15     |
| Liga Dominicana de Fútbol     | Club Barcelona Atlético | República Dominicana | 2016 - 2017 |
| Primera División de Venezuela | Atlético Venezuela      | Venezuela            | 2017 - 2018 |